# 阿拉布加湖
阿拉布加湖是俄羅斯的湖泊，位於車里雅賓斯克州，面積7.4平方公里，平均深度2.9米，最大水深5.1米，礦物質含量為每公升0.694克，是河鱸的棲息地。